# Али, Гада
Гада Али (араб. غادة علي‎; род. 5 мая 1989) — ливийская легкоатлетка, специалистка по бегу на короткие дистанции и прыжкам в длину. Выступала за сборную Ливии по лёгкой атлетике в конце 2000-х — начале 2010-х годов. Участница летних Олимпийских игр в Пекине.

## Биография
Гада Али родилась 5 мая 1989 года.
Наиболее значимое выступление в своей спортивной карьере совершила в сезоне 2008 года, когда вошла в состав ливийской национальной сборной и благодаря череде удачных выступлений удостоилась права защищать честь страны на летних Олимпийских играх в Пекине. На предварительном квалификационном этапе бега на 400 метров установила свой личный рекорд 1:06,19, но при этом заняла в своём забеге последнее седьмое место и в полуфинальную стадию не вышла.
После пекинской Олимпиады Али осталась действующей спортсменкой и продолжила принимать участие в крупнейших международных стартах. Так, в 2011 году она отметилась выступлением на Панарабских играх в Дохе, где в прыжках в длину показала результат 4,65 метра и заняла итоговое шестое место.
В 2012 году в прыжках в длину стартовала на чемпионате Африки в Порто-Ново — прыгнула на 4,54 метра, не сумев преодолеть предварительный квалификационный этап.